# خوسيه أنطونيو كاستيلو
خوسيه أنطونيو كاستيلو (بالإسبانية: José Antonio Castillo Barragán)‏ (17 فبراير 1970 في إسبانيا - ) هو لاعب كرة قدم إسباني في مركز الوسط. شارك مع منتخب إسبانيا تحت 23 سنة لكرة القدم. أما مع النوادي، فقد لعب مع ريال بلد الوليد ونادي ألميريا ونادي مالقا وسي دي مالقا ونادي مُطريل ‏ ونادي تشافيس ونادي أتلتيكو ماربيا ‏.

## وصلات خارجية
- خوسيه أنطونيو كاستيلو على موقع قاعدة بيانات كرة القدم.إي يو (الإنجليزية)